# Campionato ungherese di calcio a 5 2006-2007
La Nemzeti Bajnokság I 2006-2007 è stata la 15ª edizione della massima serie del campionato ungherese di calcio a 5. Organizzata dalla MLSZ, si è svolta dal 4 settembre 2006 al 23 aprile 2007, prolungandosi fino al 31 maggio con la disputa dei play-off.

## Stagione regolare

### Classifica
|                     | Pos. | Squadra         | Pt  | G  | V  | N | P  | GF  | GS  | DR   |
| ------------------- | ---- | --------------- | --- | -- | -- | - | -- | --- | --- | ---- |
| Ungheria (bandiera) | 1.   | Gödöllő         | 61  | 27 | 20 | 1 | 6  | 160 | 93  | +67  |
|                     | 2.   | Cső-Montage BFC | 51  | 27 | 16 | 3 | 8  | 159 | 110 | +49  |
|                     | 3.   | Kanárik         | 48  | 27 | 14 | 6 | 7  | 142 | 113 | +29  |
|                     | 4.   | MVFC            | 46  | 27 | 13 | 7 | 7  | 108 | 83  | +25  |
|                     | 5.   | Rubeola         | 42  | 27 | 11 | 9 | 7  | 131 | 118 | +13  |
|                     | 6.   | Első Beton      | 41  | 27 | 12 | 5 | 10 | 122 | 95  | +27  |
|                     | 7.   | Szentesi VSC    | 37  | 27 | 10 | 7 | 10 | 98  | 93  | +5   |
|                     | 8.   | Aramis          | 26  | 27 | 8  | 2 | 17 | 96  | 117 | -21  |
|                     | 9.   | Sirokkó         | 18  | 27 | 5  | 3 | 19 | 104 | 147 | -43  |
|                     | 10.  | Baranya         | -12 | 27 | 3  | 3 | 21 | 100 | 251 | -151 |

### Verdetti
- Gödöllő campione d'Ungheria 2007-08 e qualificato alla Coppa UEFA 2007-08.
- Baranya retrocesso in Nemzeti Bajnokság II 2007-08.
- Kanárik non iscritto alla Nemzeti Bajnokság I 2007-08[2].

## Play-off

### Semifinali
|                 | Risultato |                 | Data           |
| --------------- | --------- | --------------- | -------------- |
| Gödöllő         | 4-2       | MVFC            | 7 maggio 2007  |
| MVFC            | 5-0       | Gödöllő         | 14 maggio 2007 |
| Gödöllő         | 5-1       | MVFC            | 17 maggio 2007 |
|                 |           |                 |                |
| Cső-Montage BFC | 7-9       | Kanárik         | 7 maggio 2007  |
| Kanárik         | 9-3       | Cső-Montage BFC | 14 maggio 2007 |

### Finale 3º posto
|                 | Risultato |      | Data           |
| --------------- | --------- | ---- | -------------- |
| Cső-Montage BFC | 2-5       | MVFC | 21 maggio 2007 |

### Finale
|         | Risultato |         | Data           |
| ------- | --------- | ------- | -------------- |
| Gödöllő | 6-3 (dts) | Kanárik | 21 maggio 2007 |
| Kanárik | 2-3       | Gödöllő | 28 maggio 2007 |
| Gödöllő | 11-2      | Kanárik | 31 maggio 2007 |